# Harta (Pologne)
Pour les articles homonymes, voir Harta.
Harta est une localité polonaise de la gmina de Dynów, située dans le powiat de Rzeszów en voïvodie des Basses-Carpates.